# Dean MacCannell
Dean MacCannell (geboren 25. Mai 1940 in Olympia (Washington)) ist ein US-amerikanischer Soziologe. 

## Leben
Dean MacCannell war ein Sohn des Earle H. MacCannell und der Helen Meskimen. Er hat zwei Geschwister. MacCannell wuchs in Seattle auf. Sein Vater war Soldat im Zweiten Weltkrieg und wurde danach Hochschullehrer und Demograf und seine Mutter wurde nach ihrer Ehescheidung ebenfalls Sozialwissenschaftlerin.
MacCannell studierte zunächst an der San Diego State University, dann Anthropologie an der University of California, Berkeley mit einem Bachelor-Abschluss im Jahr 1963. Er machte 1966 einen Master in Agrarsoziologie an der Cornell University und wurde dort 1968 mit einer empirischen Arbeit promoviert, sein Vorschlag, eine Dissertation über Tourismus zu schreiben, war von der Fakultät abgelehnt worden. Seine soziologische Untersuchung des Tourismus nahm er später vor, sie wurde mehrfach aufgelegt.
MacCannell arbeitete als Soziologe an der Temple University und ab 1980 am College of Agriculture der University of California, Davis. 
Er heiratete 1965 die Literaturwissenschaftlerin Juliet Flower MacCannell, sie haben zwei Kinder. Gemeinsam publizierten sie Untersuchungen zur Semiotik. 

## Schriften (Auswahl)
- The tourist : a new theory of the leisure class. New York : Schocken Books, 1976
- Dean MacCannell; Juliet Flower MacCannell: The Time of the Sign : A Semiotic Interpretation of Modern Culture. Indiana University Press, 1982
- Landscaping the Unconscious. MIT Press, 1991
- Empty Meeting Grounds: The Tourist Papers. New York: Routledge, 1992
- Democracy's Turn: On Homeless Noir. In: Joan Copjec (Hrsg.): Shades of Noir. London: Verso, 1993
- Dean MacCannell; Juliet Flower MacCannell: Violence, Power and Pleasure: A revisionist reading of Foucault from the victim perspective. In: Caroline Ramazanoğlu (Hrsg.): Up Against Foucault: Explorations of Some Tensions between Foucault and Feminism. London: Routledge, 1993
- Dean MacCannell; Juliet Flower MacCannell: Social Class in Postmodernity: Simulacrum or Return of the Real. In B. Turner; C. Rojek (Hrsg.): Forget Baudrillard. London: Routledge. 1993
- Tradition's Next Step, in: Scott Norris (Hrsg.): Discovered Country. Albuquerque: Stone Ladder Press, 1994
- The Ethics of Sightseeing. University of California Press, 2011